# نيا بالاتيا
ني بالاتيا (Νέα Παλάτια) هي مدينة في إقليم أتيكا في اليونان.